# Polat Kemboi Arıkan
Pour les articles homonymes, voir Arikan.
Polat Kemboi Arıkan (né Paul Kipkosgei Kemboi le 12 décembre 1990 à Cheptiret au Kenya) est un athlète turc, spécialiste des courses de fond. Il fait partie des Kalenjins.

## Biographie
Paul Kipkosgei Kemboi obtient la nationalité turque le 8 juin 2011 et change son nom en Polat Kemboi Arıkan.
En 2011, lors du Mémorial Van Damme de Bruxelles, il établit un nouveau record de Turquie du 5 000 m en 13 min 5 s 98, améliorant l'ancienne meilleure marque nationale détenue par Mert Girmalegesse. Il réalise à cette occasion les minima pour les Jeux olympiques de 2012.
Auteur de deux nouveaux records de Turquie en salle en début d'année 2012, sur 3 000 m en 7 min 42 s 49 et sur 5 000 m en 13 min 12 s 55, il participe aux Championnats du monde en salle d'Istanbul où il s'incline dès les séries du 3 000 m. Début juin, à Bilbao, il remporte la Coupe d'Europe du 10 000 mètres en 27 min 56 s 28, améliorant le record national de la discipline.
Il se classe troisième du 5 000 mètres lors des Championnats d'Europe 2012, à Helsinki, dans le temps de 13 min 32 s 63, devancé par le Britannique Mo Farah et l'Allemand Arne Gabius. Deux jours plus tard, le Néo-turc remporte la finale du 10 000 m, en 28 min 22 s 27, devant l'Italien Daniele Meucci et le Russe Yevgeniy Rybakov.
Il remporte la médaille d'or lors des Jeux méditerranéens 2013 à Mersin, dans son nouveau pays.
Il remporte sa troisième Coupe d'Europe du 10 000 m en juin 2015 à Chia-Pula, sa deuxième consécutive.
Arikan termine 13e du 10 000 m lors des Jeux olympiques de 2016 à Rio, avec son record personnel.

## Palmarès
| Date | Compétition                            | Lieu           | Résultat | Épreuve       | Performance    |
| ---- | -------------------------------------- | -------------- | -------- | ------------- | -------------- |
| 2012 | Coupe d'Europe du 10 000 mètres        | Bilbao         | 1er      | 10 000 m      |                |
| 2012 | Championnats d'Europe                  | Helsinki       | 3e       | 5 000 m       |                |
| 2012 | Championnats d'Europe                  | Helsinki       | 1er      | 10 000 m      |                |
| 2012 | Jeux olympiques                        | Londres        | 9e       | 10 000 m      | 27 min 38 s 81 |
| 2013 | Jeux méditerranéens                    | Mersin         | 1er      | 10 000 m      | 28 min 17 s 26 |
| 2013 | Championnats du monde                  | Moscou         | finale   | 10 000 m      | DNF            |
| 2013 | Championnats d'Europe de cross         | Belgrade       | 2e       | Individuel    | 29 min 32 s    |
| 2014 | Championnats d'Europe                  | Zurich         | 4e       | 10 000 m      | 28 min 11 s 11 |
| 2014 | Championnats d'Europe de cross         | Samokov        | 1er      | Individuel    | 32 min 19 s    |
| 2016 | Championnats d'Europe                  | Amsterdam      | 1er      | 10 000 m      | 28 min 18 s 52 |
| 2016 | Jeux olympiques                        | Rio de Janeiro | 13e      | 10 000 m      | 27 min 35 s 50 |
| 2016 | Championnats d'Europe de cross-country | Chia           | 2e       | Cross-country | 27 min 42 s    |
| 2017 | Championnats d'Europe de cross-country | Samorin        | 9e       | Cross-country | 30 min 17 s    |
| 2018 | Championnats d'Europe de cross-country | Tilbourg       | 7e       | Cross-country | 29 min 14 s    |

## Records
| Épreuve  | Performance    | Lieu           | Date              |
| -------- | -------------- | -------------- | ----------------- |
| 5 000 m  | 13 min 5 s 98  | Bruxelles      | 16 septembre 2011 |
| 10 000 m | 27 min 35 s 50 | Rio de Janeiro | 13 août 2016      |